# Языкофронт
«Языкофро́нт», «Языкове́дный фронт» — объединение лингвистов, существовавшее в СССР в 1930—1932 годах. Входившие в объединение учёные: Г. К. Данилов, К. А. Алавердов, Я. В. Лоя, Т. П. Ломтев, П. С. Кузнецов — ставили целью критику «Нового учения о языке» Н. Я. Марра с позиций марксизма.

## История
Объединение было ликвидировано в 1932 году, а связанный с ним НИИ языкознания в Москве был закрыт в 1933 году. Тем самым единственным в СССР центром лингвистических исследований остался руководимый Н. Я. Марром Институт языка и мышления.

## Взгляды
В отличие от Е. Д. Поливанова, также открыто выступавшего против яфетической теории Н. Я. Марра, языкофронтовцы были непримиримы к «буржуазной науке» и требовали создания «марксистской лингвистики». Ими принимались некоторые идеи Н. Я. Марра, в частности отнесение языка к надстройке и отрицание языкового родства. Однако они отвергали наиболее абсурдные положения марризма, к примеру учение о четырёх элементах, якобы давших начало лексике всех языков.
В целом объединение «Языкофронт» охарактеризовано В. А. Звегинцевым как «чрезвычайно воинственное».